# Jaime Fernández Barros
Jaime Fernández Barros (Gijón, 1956) es un exvoleibolista español. En palabras de su antiguo entrenador, Miroslav Vorgich tenía un gran salto y capacidad para jugar en cualquier posición.

## Trayectoria deportiva
Sus inicios en el voleibol comenzaron en el Instituto Jovellanos de su localidad natal, allí obtendría dos campeonatos juveniles de España (1973 y 1974). Luego dio su salto a nivel absoluto en el Real Grupo de Cultura Covadonga, que era el del propio colegio, en División de Honor. En verano de 1976 ficha por el Real Madrid, quien llevaba siguiendo sus pasos desde que le ganó una final del campeonato juvenil a los juveniles del equipo madrileño. En dicho equipo estuvo cinco temporadas en las que consiguió 4 ligas y 5 Copas del Rey.
En 1981, Fernández Barros ficha por el Son Amar Palma con los que conseguiría 3 ligas y 2 copas del rey. El equipo desciende a la segunda categoría por decisión de su principal accionista, Damià Seguí de no seguir apoyando al equipo. Aun así, Fernández Barros, al igual que Luis Álvarez, se queda en el Son Amar para ascender a la siguiente temporada a División de Honor. En 1985 el equipo vuelve a la División de Honor manteniendo el mismo equipo que tras la liga de 1984. En final de la temporada 1986/1987, Pedro Bozic abandona el club por motivos personales regresando a su Yugoslavia natal por lo que pasa Fernández Barros pasa a ocupar el puesto de entrenador-jugador durante lo que restó de esa campaña. En ese verano, anuncia su retirada y pasa a ocupar el puesto de entrenador del Son Amar hasta 1990 cuando ficha por el Lennik belga.
En 1991 vuelve del retiro como jugador para conseguir el ascenso del Jovellanos bajo las órdenes de José Castro, retirándose definitivamente tras su consecución.
En 1992 es nombrado entrenador del Jovellanos, puesto que abandona en 1993 para dedicarse plenamente a la selección. Tras su no renovación en el cargo, se marcha a vivir a Tenerife. En 1997 funda, junto a Eulogio Hernández, el Tenerife Sur Voleibol ejerciendo desde el comienzo como entrenador. El equipo estaba formado en su mayor parte por juveniles y ya en 1998 participa a nivel absoluto en Segunda División y consigue ascender a la Primera División. En la temporada 1999/2000, el equipo asciende a Liga FEV y un año después consiguió subir a Superliga. Su mayor éxito vino en la temporada 2003/2004 cuando consiguió la Copa del Rey y justo después la Supercopa de España. En 2009 deja de ser entrenador del Tenerife Sur siendo sustituido por John García. Un año, es nombrado presidente del club, tras decidir abandonar el cargo Eulogio Hernández para dedicarse a sus negocios profesionales, en 2012 el club desaparece.

## Selección nacional
En categoría juvenil alcanzó un total de 30 internacionalidades. Su debut con la selección absoluta fue en 1972 alcanzando un total de 245 internacionalidades con la selección española. Entre sus logros con la selección como jugador están la primera participación de España en unos Juegos del Mediterráneo en 1975, el bronce en la Spring Cup en 1976, la primera participación en Campeonato de Europa y el oro en los Juegos Mediterráneos de 1987.
Sus comienzos como seleccionador nacional comenzó con la selección femenina absoluta con la que participa en los Juegos Olímpicos de Barcelona 1992. En enero de 1993 es nombrado entrenador de la selección masculina absoluta donde lo fue hasta 1994. En 1995 es seleccionador de voley-playa consiguiendo un quinto puesto en los Juegos Olímpicos de Atlanta 1996 y con ello el diploma olímpico. Tras los juegos abandona la selección volviendo en 2003 a la de voley-playa con la que obtiene la medalla de plata en los Juegos Olímpicos de Atenas 2004. En 2005 es sustituido por Yoyi Luis en la selección.

## Vida personal
Tienes tres hijas, Alicia (1991), Laura Fernández Rey (2001) y Elsa Fernández Rey.Las dos últimas con Mar Rey, jugadora de la selección española. También tiene otro hijo (Alexis, 1983) de un matrimonio anterior con Elena Gil, quien fue Miss Mallorca en 1982.